# ウスマン・エンディアイェ
ウスマン・カルディナル・エンディアイェ（Ousmane Cardinal N'Diaye 、1991年8月19日 - ）は、セネガル・ダカール出身のプロサッカー選手。モルドバのFCシェリフ・ティラスポリ所属。ポジションは、ディフェンダー（センターバック）。